# فوجيمينو (سايتاما)
مدينة فوجيمينو (بالإنجليزية: Fujimino)‏ هي أحد المدن التابعة لمحافظة سايتاما. تأسست رسميًا في 01/10/2005. ويقدر عدد سكانها بـ 103724 نسمة حسب تقدير مكتب الإحصاء الياباني لعام 2012. تبلغ مساحة فوجيمينو 14.67 كم2. بكثافة سكانية تبلغ 7070 نسمة/كم2.